# Tersefánou
Tersefánou (grec moderne : Τερσεφάνου) est un village de Chypre de plus de 1 299 habitants.